# Luxemburger Wort
Luxemburger Wort é um jornal diário em língua alemã publicado em Luxemburgo.

## História
Luxemburger Wort foi criado em 1848. O jornal foi fundado três dias depois da abolição da censura à imprensa. O jornal é escrito principalmente em alemão, mas inclui pequenas secções em luxemburguês e francês. O jornal é um produto da empresa Saint-Paul Luxembourg, propriedade da arquidiocese, e tem um forte componente católico.
No período de 1995–1996, Luxemburger Wort teve uma circulação de oitenta e cinco mil cópias, tornando-se o jornal mais vendido do país. Em 2003, foram vendidas oitenta e três mil, setecentos e trinta e nove cópias.Em 2006 sua circulação foi de cerca de setenta e nove mil, seiscentos e trinta e três cópias. Em 2007 o valor era de cerca de setenta mil cópias e um número aproximado de cento e oitenta mil leitores, tanto em papel, quanto em linha.